# 자일 싱
지아니 자일 싱(힌디어: ज्ञानी ज़ैल सिंह, 펀자브어: ਗਿਆਨੀ ਜ਼ੈਲ ਸਿੰਘ, 1916년 5월 5일~1994년 12월 25일)은 1982년부터 1987년까지 인도의 7대 대통령이다. 그는 최초의 시크교 대통령이었다. 대통령직 이전에 그는 인도 국민회의의 정치인이었고, 내무부 장관을 포함하여 연합 내각에서 여러 장관직을 지냈다. 1983년부터 1986년까지 비동맹 운동의 의장을 지냈다.
그의 대통령직은 시크교도들과 관련하여 블루스타 작전, 인디라 간디의 암살, 시크 학살로 특징지어졌다. 1994년 교통사고로 사망했다.

## 어린 시절
1916년 5월 5일, 파리드코트주 산드반에서 시크교도 부부인 마타 힌드 카우르와 키샨 싱 사이에서 태어났다. 키샨 싱은 마을의 목수였다. 게다가, 그는 그 때까지 자신의 작은 면적을 가지고 있었다. 그는 독실한 시크교도였고 소박하고 바른 태도로 시골에서 유명했다. 자일 싱은 "장군"이라는 뜻의 자네일(Jarnail)이라고 불렸지만, 젊은 시절 파리드콧의 대왕에 반대했다는 이유로 여러 차례 투옥된 후 이름을 자일로 바꾸었다. 그는 암리차르의 샤히드 시크 선교대학에서 구루 그란트 사히브에 대해 배우고 교육받으면서 지아니라는 칭호를 얻었다.

## 중앙 정부
1980년, 자일 싱은 제7대 로크 사바에 당선되었고 인디라 간디 내각에 합류하여 내무부 장관으로 임명되었다.

## 대통령직

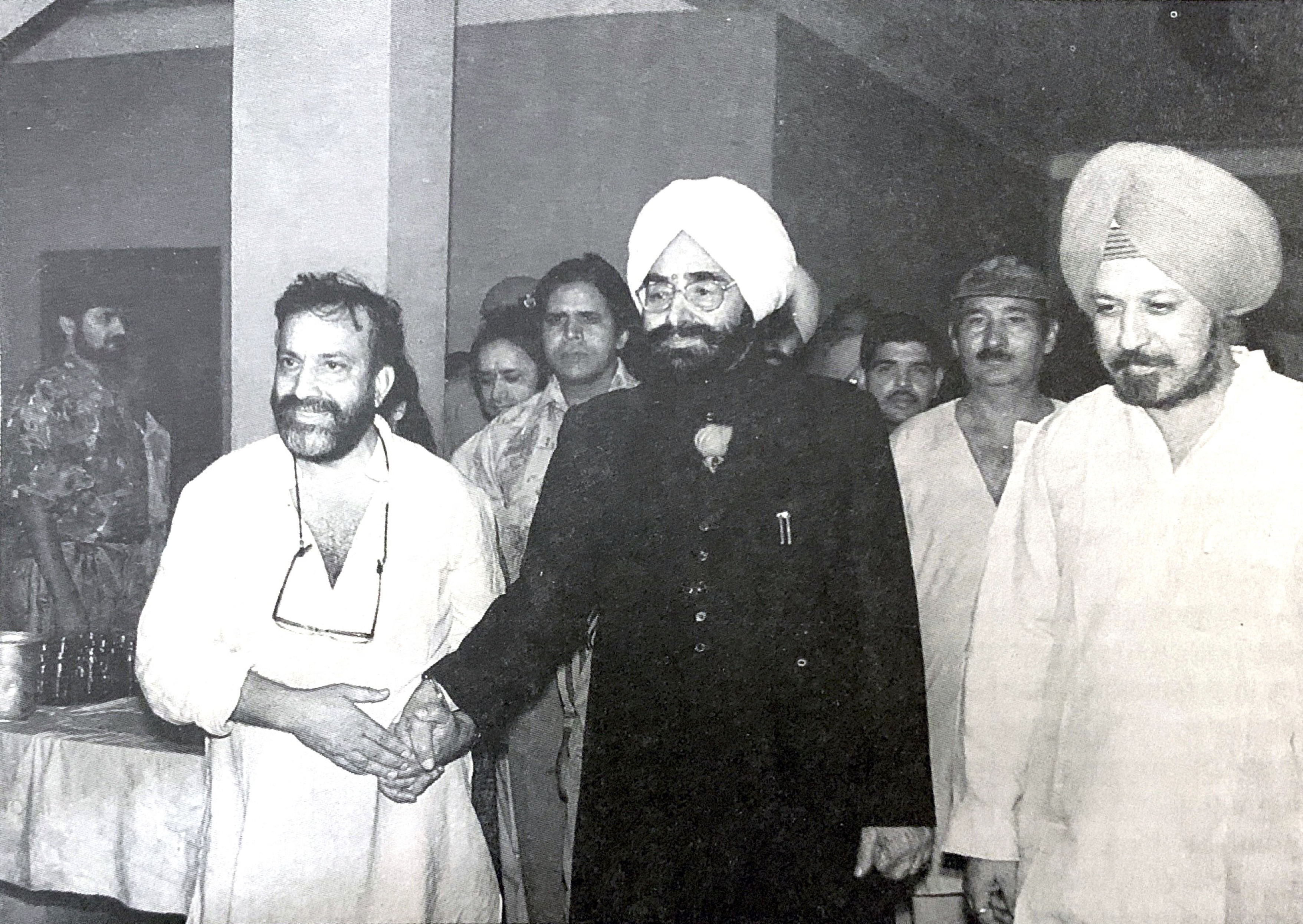
자일 싱 대통령은 표범당 창당자인 빔 싱과 함께 1980년대 인도 뉴델리 대통령궁에서 회담을 가졌다.

1982년 그는 만장일치로 대통령으로 지명되었다. 그럼에도 불구하고 일부 언론에서는 대통령이 저명한 인물보다는 인디라 충성파로서 선택되었다고 여겼다. "만약 제 리더가 제가 빗자루를 들고 청소부가 되어야 한다고 말했다면, 저는 그렇게 했을 것입니다. 그녀는 저를 대통령으로 선택했어요."라고 싱은 당선 후 말한 것으로 알려졌다. 그는 1982년 7월 25일, 취임 선서를 했다. 그는 시크교 신자로서는 처음으로 이 직책을 맡았다.
그는 간디 곁에서 일했고, 의정서는 그에게 매주 그녀에게서 국가 문제에 대해 보고를 받아야 한다고 지시했다. 블루스타 작전 하루 전인 1984년 5월 31일 그는 간디를 1시간 넘게 만났지만 간디는 자신의 계획에 대해 한마디도 하지 않았다. 작전에 이어 그는 시크교도들에 의해 사임하라는 압력을 받았다. 그는 요기 바얀의 조언으로 상황을 악화시킬 것을 우려하여 사임하지 않기로 결정했다. 그는 이후 아칼 타카트 앞에 불려가 황금 사원을 모독하고 무고한 시크교도들을 살해한 것에 대해 사과하고 해명했다. 같은 해 10월 31일 인디라 간디가 암살되었고, 그는 그녀의 장남인 라지브 간디를 총리로 임명했다.
또한 1986년 그는 라지브 간디가 통과시킨 인도 우체국 법안에 대한 보류거부권을 행사하여 언론의 자유에 제한을 가함으로써 널리 비판을 받았다.

## 편지 발행
싱은 1986년 이 법안에 반대하기 위해 "우체국 수정법"에 대한 승인을 거부하기 위해 보류거부권을 행사했다. 이 법안은 1990년 비슈와나트 프라탑 싱 정부에 의해 철회되었다.

## 사망 및 유산

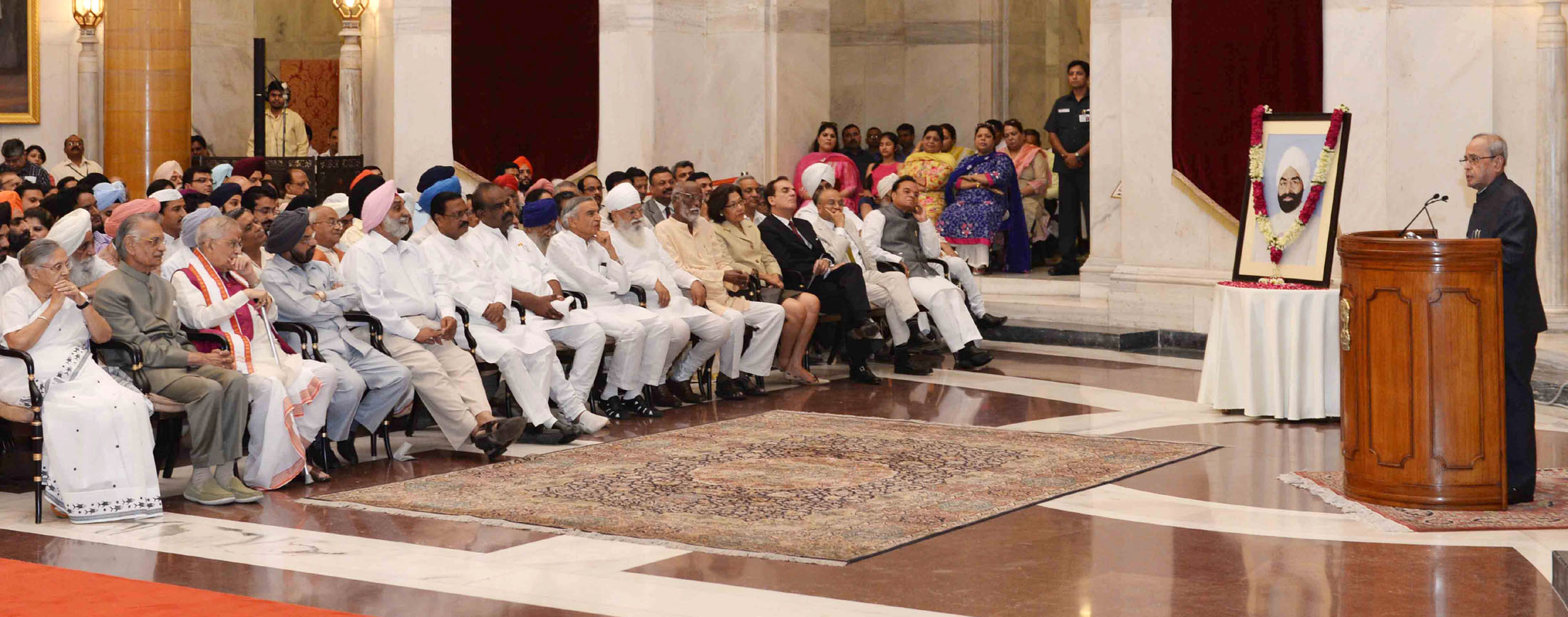
2016년 인도 뉴델리 대통령궁에서 열린 자일 싱의 100번째 생일 축하 행사

1994년 11월 29일, 자일 싱은 룹나가르구의 키랏푸르 사히브 근처에서 도로 반대편으로 달리던 트럭이 그가 타고 있던 차를 들이받으면서 다수의 부상을 입었다. 1994년 크리스마스에 치료를 받던 싱은 78세의 나이로 찬디가르 PGI에서 사망했다. 인도 정부는 그의 사망 이후 7일간의 공식적인 애도 기간을 발표했다. 그는 델리에 있는 라지가트 기념관에서 화장되었다.

1995년 발행된 자일 싱 인도 우표 100 파이사

1995년 싱의 사망 1주기를 맞아 인도 우편국이 기념우표를 발행했다.